# Stuart Getrouw
Stuart Getrouw is een Surinaams jurist en politicus. Van 2018 tot 2020 was hij minister van het departement voor Justitie en Politie.

## Biografie
Getrouw studeerde internationaal recht en behaalde de titel meester in de rechten aan de Anton de Kom Universiteit in Paramaribo. Vanaf 1988 ging hij aan de slag als politieambtenaar. Ondertussen slaagde hij voor zijn mastergraad in internationaal recht en rechtsvergelijking aan de FHR School of Law dat zich eveneens in Paramaribo bevindt.
In 2010 vertrok hij bij de politie. Daarna ging hij als hoofd vliegveiligheid (airline security) aan het werk voor de Surinaamse Luchtvaart Maatschappij en daarna als veiligheidsofficier bij  de J.A. Pengel International Airport bij Zanderij. Van circa 2014 tot 2018 werkte hij voor de VCB Bank (Surinaamse Volkscredietbank).
Op 4 april 2018 trad hij als een van de vijf ministers tussentijds toe tot het tweede kabinet van Bouterse. Hier bestuurt hij het departement van JusPol (Justitie en Politie).
Na de verkiezingen van 2020 werd hij opgevolgd door Kenneth Amoksi (ABOP). Enkele dagen daarna zegde Getrouw het lidmaatschap van de Nationale Democratische Partij (NDP) op. Als reden gaf hij op dat er tijdens zijn ministerschap een ernstige inbreuk op zijn integriteit zou zijn gemaakt.
Stuart Getrouw werd op 28 augustus 2024 beëdigd tot advocaat.